# 威廉·福克纳作品列表
威廉·福克纳，美国小说家、诗人和剧作家，为美国文学历史上最具影响力的作家之一，意识流文学在美国的代表人物。在其40多年的创作生涯中，他写作了19部长篇小说、125篇短篇小说、20部电影剧本、一部戏剧，约克纳帕塔法系列小说是其中的代表。

## 长篇小说
| 标题                 | 出版日期       | 出版商                     | 附注 |
| -------------------- | -------------- | -------------------------- | --- |
| 《士兵的报酬》       | 1926年2月25日  | 邦尼和利弗赖特             | 福克纳的长篇小说处女作 |
| 《蚊群》             | 1927年4月30日  | 邦尼和利弗赖特             | [ 1 ] |
| 《沙多里斯》         | 1929年1月30日  | 哈尔库特                   | 约克纳帕塔法系列小说的首部，《坟墓里的旗帜》的删改本。原版由兰登书屋于1973年8月22日。                                                      |
| 《喧哗与骚动》       | 1929年10月7日  | 乔纳森·凯普和哈里森·史密斯 | 该书的附录《康普生家族（1699年-1945年）》被收进马尔科姆·考利所编《袖珍本福克纳选集》，维京出版社1946年出版。                               |
| 《我弥留之际》       | 1930年10月6日  | 乔纳森·凯普和哈里森·史密斯 | [ 1 ] |
| 《圣殿》             | 1931年2月9日   | 乔纳森·凯普和哈里森·史密斯 | 1932年3月25日出版的现代书库版首次包括了福克纳写的介绍。                                                                                    |
| 《八月之光》         | 1932年10月6日  | 哈里森·史密斯和罗伯特·哈斯 | [ 4 ] |
| 《标塔》             | 1935年3月25日  | 哈里森·史密斯和罗伯特·哈斯 | 《蚊群》后首部不属于约克纳帕塔法系列的小说                                                                                                 |
| 《押沙龙，押沙龙！》 | 1936年10月26日 | 兰登书屋                   | [ 6 ] |
| 《没有被征服的》     | 1938年2月15日  | 兰登书屋                   | 一些互相关联的短篇故事的合集，其中六部是本来发表在《星期六晚邮报》上的短篇小说的修改版本。只有《美人樱的香气》是在该书中首次出现。         |
| 《野棕榈》           | 1939年1月19日  | 兰登书屋                   | 不属于约克纳帕塔法系列。包括两个故事《野棕榈》和《老人》。原题《如果我忘记你，耶路撒冷》，1990年在美国文库中以原标题出版。                 |
| 《村子》             | April 1, 1940  | 兰登书屋                   | 斯诺普斯三部曲首部作品。 |
| 《去吧，摩西》       | 1942年5月1日   | 兰登书屋                   | 包括七篇互相关联的短篇故事，其中五篇曾单独发表过。《话说当年》、《灶火与炉床》则是书中首次出现的两篇。初版时题为《去吧，摩西及其他故事》。 |
| 《坟墓的闯入者》     | 1948年9月27日  | 兰登书屋                   | [ 10 ] |
| 《修女安魂曲》       | 1951年9月27日  | 兰登书屋                   | 《圣殿》续集。实际上是一部三幕剧，每一幕前有介绍。                                                                                         |
| 《寓言》             | 1954年8月2日   | 兰登书屋                   | 不属于约克纳帕塔法系列。1955年获普利策小说奖、国家图书奖。                                                                                 |
| 《小镇》             | 1957年5月1日   | 兰登书屋                   | 斯诺普斯三部曲的第二部。 |
| 《大宅》             | 1959年11月13日 | 兰登书屋                   | 斯诺普斯三部曲第三部 |
| 《掠夺者》           | 1962年6月4日   | 兰登书屋                   | 1963年获普利策小说奖。 |

## 短篇小说
- 《幸运着陆》（1919）
- 《山》（1922）
- 《新奥尔良》（1925）
- 《沙特尔街的镜子》（1925）
- 《达蒙和皮西厄斯》（1925）
- 《嫉妒》（1925）
- 《箱子》（1925）
- 《走出拿撒勒》（1925）
- 《神的王国》（1925）
- 《玫瑰》（1925）
- 《皮匠》（1925）
- 《机会》（1925）
- 《日落》（1925）
- 《儿童学习》（1925）
- 《说谎者》（1925）
- 《家》（1925）
- 《插曲》（1925）
- 《乡间的老鼠》（1925）
- 《哟嗬与两瓶朗姆酒》（1925）
- 《音乐——比天使歌唱更甜》（1928）
- 《献给爱米丽的一朵玫瑰花》（1930）
- 《荣誉》（1930）
- 《节俭》（1930）
- 《红叶》（1930）
- 《艾德·阿斯特拉》（1931）
- 《干旱的九月》（1931）
- 《那天晚上孙》（1931）
- 《头发》（1931）
- 《花斑马》（1931）
- 《猎犬》（1931）
- 《猎狐》（1931）
- 《卡尔卡索纳》（1931）
- 《在那不勒斯离婚》（1931）
- 《胜利》（1931）
- 《所有不复存在的飞行员》（1931）
- 《决口》（1931）
- 《西北风》（1931）
- 《公道》（1931）
- 《马蒂诺博士》（1931）
- 《沙漠中的牧歌》（1931）
- 《齐尔菲亚·甘特小姐》（1932）
- 《死拖》（1932）
- 《半人马黄铜》（1932）
- 《单桅船一旦出航（I）》（1932）
- 《蜥蜴在詹姆希德的庭院》（1932）
- 《调换位置》（1932）
- 《烟》（1932）
- 《山上的胜利》（1932）
- 《曾经有过这样一位女王》（1933）
- 《家中的艺术家》（1933）
- 《超越》（1933）
- 《艾利》（1934）
- 《宾夕法尼亚车站》（1934）
- 《沃许》（1934）
- 《猎熊》（1934）
- 《腿》（1934）
- 《黑人音乐》（1934）
- 《院子里的骡子》（1934）
- 《伏击》（1934）
- 《撤退》（1934）
- 《咯！》（1934）
- 《奇袭》（1934）
- 《沙多里斯的小冲突》（1935）
- 《金土地》（1935）
- 《将会好的》（1935）
- 《威利叔叔》（1935）
- 《狮子》（1935）
- 《胸针》（1936）
- 《两块钱的妻子》（1936）
- 《关于马的玩笑》（1936）
- 《没有被征服的》（1936）
- 《族间仇杀》（1936）
- 《僧侣》（1937）
- 《烧马棚》（1939）
- 《水上的手》（1939）
- 《法律的重点》（1940）
- 《古老的部族》（1940）
- 《大黑傻子》（1940）
- 《黄金是不是总是》（1940）
- 《明天》（1940）
- 《去吧，摩西》（1941）
- 《高大的人们》（1941）
- 《两个士兵》（1942）
- 《三角洲之秋》（1942）
- 《熊》（1942）
- 《一头牛的下午》（1943）
- 《上帝的屋顶板》（1943）
- 《我的外婆米勒德、贝德福·福勒斯特将军和哈里金河之战》（1943）
- 《永垂不朽》（1943）
- 《化学中的错误》（1946）
- 《求爱》（1948）
- 《骑士的开局》（1949）
- 《城市的名字》（1950）
- 《盗马者笔记》（1951）
- 《密西西比》（1954）
- 《葬南：煤气灯下》（1954）
- 《清晨的追逐》（1955）
- 《人们所做的》（1955）
- 《地狱溪路口》（1962）
- 《阿卡里乌斯先生》（1965）
- 《许愿树》（1967）
- 《阿尔·杰克逊》（1971）
- 《现在是什么》（1973）
- 《狂乱》（1973）
- 《牧师》（1976）
- 《五朔节》（1977）
- 《弗兰基和约翰尼》（1978）
- 《唐璜》（1979）
- 《彼得》（1979）
- 《埃尔默的肖像》（1979）
- 《青春期》（1979）
- 《雪》（1979）
- 《月光》（1979）
- 《以谨慎和速度》（1979）
- 《生猪典当》（1979）
- 《危险人物》（1979）
- 《回归》（1979）
- 《大腕》（1979）
- 《单桅船一旦出航（II）》（1979）
- 《沉闷的故事》（1979）
- 《伊万杰琳》（1979）
- 《爱》（1988）
- 《圣诞树》（1995）
- 《黎巴嫩的玫瑰花》（1995）
- 《路喀斯·布香》（1999）